# Lijst van gemeentelijke monumenten in Maasgouw
De gemeente Maasgouw heeft 110 gemeentelijke monumenten, hieronder een overzicht. 

## Beegden
De plaats Beegden heeft 18 gemeentelijke monumenten, zie de lijst van gemeentelijke monumenten in Beegden

## Heel
De plaats Heel heeft 8 gemeentelijke monumenten:
| Object                                                                       | Bouwjaar | Architect | Locatie                       | Coördinaten                   | Nr.           | Afbeelding                                                                   |
| ---------------------------------------------------------------------------- | -------- | --------- | ----------------------------- | ----------------------------- | ------------- | ---------------------------------------------------------------------------- |
| Mariakapel, 5-vlaks dak en gehoekte steunberen                               |          |           | Dorpstraat (tegenover nr. 61) | 51° 10' 41" NB, 5° 53' 45" OL | 1641/wikinr22 | Mariakapel, 5-vlaks dak en gehoekte steunberen                               |
| Voormalige langgevelboerderij met poortboog                                  |          |           | Dorpstraat 31a                | 51° 10' 45" NB, 5° 53' 56" OL | 1641/wikinr19 | Voormalige langgevelboerderij met poortboog                                  |
| Voormalige langgevelboerderij met poortboog                                  |          |           | Dorpstraat 33                 | 51° 10' 44" NB, 5° 53' 55" OL | 1641/wikinr20 | Voormalige langgevelboerderij met poortboog                                  |
| Woonhuis, voorzien van stuclijsten op begane grond                           |          |           | Dorpstraat 45                 | 51° 10' 43" NB, 5° 53' 52" OL | 1641/wikinr21 | Woonhuis, voorzien van stuclijsten op begane grond                           |
| Voormalige langgevelboerderij met ellipsvormige poortboog in hoofdgebouw     |          |           | Dorpstraat 71                 | 51° 10' 39" NB, 5° 53' 42" OL | 1641/wikinr23 | Voormalige langgevelboerderij met ellipsvormige poortboog in hoofdgebouw     |
| Herenhuis, met stuc versierde entree en ononderbroken dakvlak                |          |           | Dorpstraat 80                 | 51° 10' 41" NB, 5° 53' 47" OL | 1641/wikinr24 | Herenhuis, met stuc versierde entree en ononderbroken dakvlak                |
| Herenhuis, met stuc versierde entree                                         |          |           | Dorpstraat 82                 | 51° 10' 41" NB, 5° 53' 46" OL | 1641/wikinr25 | Herenhuis, met stuc versierde entree                                         |
| Woonhuis, met bakstenen uitkragingen boven omraming en ononderbroken dakvlak |          |           | Dorpstraat 84                 | 51° 10' 41" NB, 5° 53' 45" OL | 1641/wikinr26 | Woonhuis, met bakstenen uitkragingen boven omraming en ononderbroken dakvlak |

## Linne
De plaats Linne heeft 9 gemeentelijke monumenten
| Object                                                                              | Bouwjaar | Architect | Locatie                                  | Coördinaten                  | Nr.           | Afbeelding                     |
| ----------------------------------------------------------------------------------- | -------- | --------- | ---------------------------------------- | ---------------------------- | ------------- | ------------------------------ |
| Gesloten carréboerderij                                                             |          |           | Bergerweg 1                              | 51° 9' 14" NB, 5° 56' 46" OL | 1641/wikinr27 | Upload foto                    |
| Mariakapel, eenvoudige bidkapel                                                     |          |           | Breeweg (bij nr. 31)                     | 51° 9' 15" NB, 5° 56' 45" OL | 1641/wikinr28 | Meer afbeeldingen              |
| Woonhuis, markante hoekligging                                                      |          |           | Groenstraat 1                            | 51° 9' 32" NB, 5° 56' 28" OL | 1641/wikinr29 | Woonhuis, markante hoekligging |
| Woonhuis, voormalige directeurswoning. Onderdeel van brouwerij/mouterij             |          |           | Grotestraat 8                            | 51° 9' 31" NB, 5° 56' 26" OL | 1641/wikinr30 | Upload foto                    |
| Woonhuis, traditionele bouwstijl                                                    |          |           | Hertestraat 24                           | 51° 9' 21" NB, 5° 56' 25" OL | 1641/wikinr31 | Upload foto                    |
| Woonhuis, voormalige boerderij annex café                                           |          |           | Kerkstraat 3 en 5 / Pastoor Hendrixweg 3 | 51° 9' 27" NB, 5° 56' 14" OL | 1641/wikinr32 | Upload foto                    |
| Vrijstaand herenhuis                                                                |          |           | Kloosterstraat 1                         | 51° 9' 36" NB, 5° 56' 30" OL | 1641/wikinr33 | Upload foto                    |
| Woonhuis, voormalig herenhuis met bedrijfsruimten                                   |          |           | Maasstraat 9 en 11 /Kloosterstraat 11    | 51° 9' 33" NB, 5° 56' 27" OL | 1641/wikinr34 | Upload foto                    |
| Ploegshof, boerderij met woonhuis, stallenen schuur gegroepeerd rondom binnenplaats |          |           | Weerd 10                                 | 51° 9' 47" NB, 5° 55' 8" OL  | 1641/wikinr35 | Upload foto                    |

## Maasbracht
De plaats Maasbracht heeft 10 gemeentelijke monumenten:
| Object                                                | Bouwjaar | Architect | Locatie                     | Coördinaten                  | Nr.           | Afbeelding  |
| ----------------------------------------------------- | -------- | --------- | --------------------------- | ---------------------------- | ------------- | ----------- |
| Woonhuis, voormalige boerderij                        |          |           | Hoofdstraat 40, 40a, b en c | 51° 8' 58" NB, 5° 53' 21" OL | 1641/wikinr36 | Upload foto |
| Woonhuis, met decoratieve voorgevel                   |          |           | Hoofdstraat 55 en 57        | 51° 8' 56" NB, 5° 53' 36" OL | 1641/wikinr37 | Upload foto |
| Boerderij (leegstaand), voormalige boerderij          |          |           | Kerkstraat 18               | 51° 8' 43" NB, 5° 54' 15" OL | 1641/wikinr39 | Upload foto |
| Boerderij, traditionele bouwstijl                     |          |           | Kerkstraat 56               | 51° 8' 49" NB, 5° 54' 27" OL | 1641/wikinr40 | Upload foto |
| H. Hart-van-Jezuskerk, parochiekerk van jos. franssen |          |           | Kerkstraat 7                | 51° 8' 50" NB, 5° 54' 27" OL | 1641/wikinr38 | Upload foto |
| Woonhuis, traditionele stijl                          |          |           | Kerkstraat 76               | 51° 8' 52" NB, 5° 54' 30" OL | 1641/wikinr41 | Upload foto |
| Herenhuis                                             |          |           | Kloosterstraat 8            | 51° 8' 53" NB, 5° 53' 46" OL | 1641/wikinr42 | Upload foto |
| Boerderij en woonhuis, traditionele stijl             |          |           | Stationsweg 14              | 51° 8' 52" NB, 5° 54' 37" OL | 1641/wikinr43 | Upload foto |
| Boerderij, traditionele stijl                         |          |           | Stationsweg 17              | 51° 8' 52" NB, 5° 54' 40" OL | 1641/wikinr44 | Upload foto |
| Boerderij, traditionele stijl                         |          |           | Stationsweg 22              | 51° 8' 50" NB, 5° 54' 44" OL | 1641/wikinr45 | Upload foto |

## Ohé en Laak
De plaats Ohé en Laak heeft 7 gemeentelijke monumenten:
| Object                                                             | Bouwjaar | Architect | Locatie                   | Coördinaten                  | Nr.           | Afbeelding                               |
| ------------------------------------------------------------------ | -------- | --------- | ------------------------- | ---------------------------- | ------------- | ---------------------------------------- |
| Boerderij, eenvoudig                                               |          |           | Contelmostraat 12         | 51° 6' 32" NB, 5° 50' 40" OL | 1641/wikinr46 | Upload foto                              |
| Boerderij, traditionele stijl, met rondvenster uit kasteel Walborg |          |           | Dorpsstraat 29            | 51° 6' 38" NB, 5° 50' 17" OL | 1641/wikinr48 | Upload foto                              |
| Woonhuis, voormalige carréboerderij                                |          |           | Dorpsstraat 31            | 51° 6' 37" NB, 5° 50' 19" OL | 1641/wikinr49 | Upload foto                              |
| Voormalige onderwijzerswoning c.q. boerderij                       |          |           | Dorpsstraat 6             | 51° 6' 41" NB, 5° 50' 2" OL  | 1641/wikinr47 | Upload foto                              |
| Eenvoudige landarbeiderswoning                                     |          |           | Moeder Magdalenastraat 52 | 51° 6' 52" NB, 5° 49' 2" OL  | 1641/wikinr50 | Upload foto                              |
| Woonhuis, voormalig gemeentehuis                                   |          |           | Raadhuisstraat 2          | 51° 6' 44" NB, 5° 49' 60" OL | 1641/wikinr51 | Upload foto                              |
| Woonhuis, voormalige boerderij                                     |          |           | St.-Annastraat 5          | 51° 7' 17" NB, 5° 49' 37" OL | 1641/wikinr52 | Upload foto                              |
| Woonhuis, voormalige landarbeiderswoning                           |          |           | Walburgisstraat 31        | 51° 7' 11" NB, 5° 49' 19" OL | 1641/wikinr53 | Upload foto                              |
| Woonhuis, voormalige landarbeiderswoning                           |          |           | Walburgisstraat 33        | 51° 7' 11" NB, 5° 49' 19" OL | 1641/wikinr54 | Woonhuis, voormalige landarbeiderswoning |

## Panheel
De plaats Panheel heeft 3 gemeentelijke monumenten:
| Object                                                         | Bouwjaar                           | Architect | Locatie              | Coördinaten                   | Nr.           | Afbeelding  |
| -------------------------------------------------------------- | ---------------------------------- | --------- | -------------------- | ----------------------------- | ------------- | ----------- |
| Voormalig molenhuis                                            |                                    |           | Bosmolenweg 1        | 51° 10' 36" NB, 5° 52' 30" OL | 1641/wikinr55 | Upload foto |
| Kapel van OLV van het Heilig Hart                              | Herbouwd na de Tweede Wereldoorlog |           | Thornerweg 2         | 51° 9' 40" NB, 5° 52' 41" OL  | 1641/wikinr56 | Upload foto |
| Panheelderhoeve, gesloten hoeven type, met gekorfde entreeboog |                                    |           | St.-Antoniusstraat 2 | 51° 9' 48" NB, 5° 52' 45" OL  | 1641/wikinr57 | Upload foto |

## Stevensweert
De plaats Stevensweert heeft 19 gemeentelijke monumenten, zie de lijst van gemeentelijke monumenten in Stevensweert

## Wessem
De plaats Wessem telt 34 gemeentelijke monumenten, zie de lijst van gemeentelijke monumenten in Wessem